# クハラカズユキ
クハラ カズユキ（1969年4月3日 - ）は、日本のドラマー。1991年から2003年までTHEE MICHELLE GUN ELEPHANTの、また2006年からThe Birthdayのメンバーとして活動していることで知られる。
愛称は「キュウ」。thee michelle gun elephant時代は身長165cmと公表していたが実際は161cm。血液型はO型。既婚。

## 来歴
北海道北見市出身。小学生の頃に、RCサクセションなどに影響を受けドラムを始める。エレクトーンを習っていて、手と足別々に弾くことからドラムはすんなり叩けるようになった。中学時代はザ・スターリンやTHE STREET SLIDERSに夢中になる。北海道北見北斗高等学校時代はラグビー部に所属。試合前に自分を鼓舞するためにFLATBACKERを聴いたりしていたという。1987年度の第67回全国高等学校ラグビーフットボール大会に出場したが、大阪府立北野高等学校に23対7で敗れた。ちなみに北野高校は橋下徹が出場しており、この試合で橋下にトライを決められている。
進学校に通っていたものの大学受験に失敗し（本人曰く「総すべり」）、卒業後単身で上京し浪人生活を送る。本人によると「いまでも夢に出てうなされるぐらいの暗黒っぷりだった」といい、自身のブログでも「浪人時代は生き地獄の代名詞」と語っている。
このような時期を経て1989年に明治学院大学経済学部商学科に進学。学内のバンドサークル「世界民族音楽研究会」でウエノコウジと出会い、1990年11月、大学2年時の学園祭のライブを機にチバユウスケがボーカルを務めていたthee michelle gun elephantに参加。後に同バンドのリーダーとなる。1991年、thee michelle gun elephantは本格的に活動を開始。当時はプロ志向こそなかったものの、次第に就職よりもバンドの方に気持ちが傾くようになったため、「もう1年時間くんねえか、それで何も無かったら家に帰る」と親に約束し、就活せず1993年3月に明治学院大学を卒業。
その後しばらくはフリーターをしながらバンド活動を続けた。しかし一向に芽が出なかったため、親との約束通り1年で実家に帰り1994年に地元の北見市役所へ就職。公務員としての勤務の傍ら週末に東京に行ってライヴをするという生活をしばらく続けていたが、程なくバンドに専念したいという気持ちを抑えきれなくなり、デビューの当てさえなかったにもかかわらず翌1995年に北見市役所を10ヶ月で退職し東京に戻ってくる。その際親から勘当同然で実家を追い出されており、デビューが決まる頃にようやく和解できたという。
1996年2月1日、シングル「世界の終わり」でメジャーデビュー。
アルバム『カサノバ・スネイク』発売頃（2000年）からモヒカンヘアーとなる。アルバム『ロデオ・タンデム・ビート・スペクター』発売時（2001年）に一度金髪にしたが、翌2002年から再びモヒカンに戻した。

2003年、THEE MICHELLE GUN ELEPHANT解散。その後、うつみようこ&YOKOLOCO BAND、M.J.Q、qyb、jam students等に参加。また、サポートドラマーとしても活動。2006年には、チバユウスケらとThe Birthdayを新たに結成。

## エピソード
敬愛するミュージシャンは、モトリー・クルー、ドクターフィールグッド、ザ・フー、テレビジョン、RCサクセション、ダムド、ザ・スターリン。また、ヘヴィメタル好きでもある。使用しているドラムのメーカーはCANOPUS。スネアは同メーカーのハンマード・ブロンズ。漫画家の和田ラヂヲと親交がある。

### THEE MICHELLE GUN ELEPHANT関連
デビュー当時は普通の髪型で黒縁メガネを着用しており、おぎやはぎの矢作兼のような素朴な風貌をしていた。そのためクハラが加入した際に「ミッシェルってルックス重視じゃなかったの？」と、チバがサークル仲間にツッコまれたこともあったという。ツアーで北海道に行く時は、メンバーが見るのも嫌になるほどクハラの父がカニをふるまう。
洗濯したてのバリバリのシーツが好きである。thee michelle gun elephant時代に出演した『ミュージックステーション』（テレビ朝日）や、2003年頃にMTVで放映された番組では「毎日バリバリのシーツを用意してくれる」という理由で、ツアー中のホテル暮らしが大好きだと発言していた。ドラム以外にもギターやトランペットの演奏ができる。アルバム『SABRINA HEAVEN』ではトランペットを録音。また、その後のツアーでもトランペットを吹く事があった。

## 参加バンド
※太字は現在活動中のバンド。かつて所属していたバンド等も含む。
- THEE MICHELLE GUN ELEPHANT（1991年 - 2003年）
- うつみようこ&YOKOLOCO BAND（2004年 - ）
- M.J.Q（2004年 - ）
- qyb[4]（2005年 - ）
- jam students[5]（2005年 - ）
- THE MIDWEST VIKINGS（2005年）
- The Birthday（2006年 - ）
- 緊急バンド（2011年 - ）
- OHIO101（2015年 - ）[6]
- 神野美伽 with 古市コータロー+クハラカズユキ（2016年 - ）
- 百々和宏と69ers（2023年- ）[7]

### サポート
※特筆のない限りドラム参加。ゲスト参加等も含む。
- 遠藤ミチロウ
- 扇愛奈
- 勝手にしやがれ
- 木村カエラ
- GLAY
- THE COLLECTORS -30th Anniversary Session-
- 佐藤シンイチロウ
- フラワーカンパニーズ
- THE NEATBEATS
- The ピーズ
- Midnight Bankrobbers
- 山本久土
- ROSSO[8]

## 出演
- 去年ルノアールで（2007年、テレビ東京）
  - ショートドラマ。第7話に出演